# Camilo Roig Zamora
Camilo Roig Zamora (Santa Cruz de Tenerife, 30 de juliol de 1920 - ?) fou un futbolista canari de les dècades de 1940 i 1950.

## Trajectòria
Jugava a la posició d'extrem per les dues bandes. Començà a practicar el futbol a diversos clubs locals, però l'adveniment de la Guerra Civil espanyola aturà la seva carrera. L'any 1938 fou enviat al front de Barcelona, on acabà destinat durant vora un any. En aquest temps jugà al reserva del RCD Espanyol, i retornà poc després a les Illes Canàries. Ingressà al Price FC, de la seva ciutat natal, des d'on fou fitxat pel Reial Madrid com a professional l'any 1944, després de veure'l jugar en un torneig local. Davant la manca de possibilitats de jugar a l'equip —només disputà un partit a primera divisió amb el conjunt blanc— fou cedit al Córdoba CF la temporada 1946-47. Aquest darrer any, el Gimnàstic de Tarragona acabava de pujar a Primera, i el seu entrenador, Joan Josep Nogués, demanà el seu fitxatge. El Madrid li donà la carta de llibertat i ingressà al club grana, on romangué fins a la temporada 1956-57, excepte dues temporades, entre 1951 i 1953, en les quals jugà al Reial Saragossa. En total jugà amb el Nàstic 209 partits, en els quals marcà 69 gols, dels quals 54 foren a primera divisió, amb 14 gols. Al Nàstic compartí davantera amb homes com Taltavull, Peralta, Juanete i Panadès. Jugà dos partits amb la selecció catalana de futbol, entre 1947 i 1948.
El seu germà Francisco Roig Zamora també fou un destacat futbolista, que jugà força temporades al Celta de Vigo.